# Zeroth (software)
Zeroth es una plataforma de Qualcomm para la computación inspirada en el cerebro. Está basado en una unidad de procesamiento neuronal (NPU por sus siglas en inglés) chip acelerador de inteligencia artificial y una API para interaccionar con la plataforma. Crea una forma de aprendizaje automático conocido como aprendizaje profundo disponible para dispositivos móviles. Se utiliza para el procesamiento de imagen y sonido, incluyendo reconocimiento de voz. El software opera localmente más que como aplicación de nube.
El fabricante de chip móvil Qualcomm anunció en marzo de 2015 que lanzaría el software con la mayoría de los siguientes chip para dispositivos móviles, el procesador Snapdragon 820. 

## Aplicaciones
Qualcomm demostró que el sistema podría reconocer rostros y gestos que había visto antes y detectar y luego buscarlos en diferentes tipos de fotografías.
Otra potencial aplicación es la de extender la vida de la batería al analizar el uso de teléfono y apagando todo o parte de sus capacidades sin afectar la experiencia del usuario.